# 1662 en arts plastiques
| Années des arts plastiques : 1659 - 1660 - 1661 - 1662 - 1663 - 1664 - 1665    |
| Décennies des arts plastiques : 1630 - 1640 - 1650 - 1660 - 1670 - 1680 - 1690 |

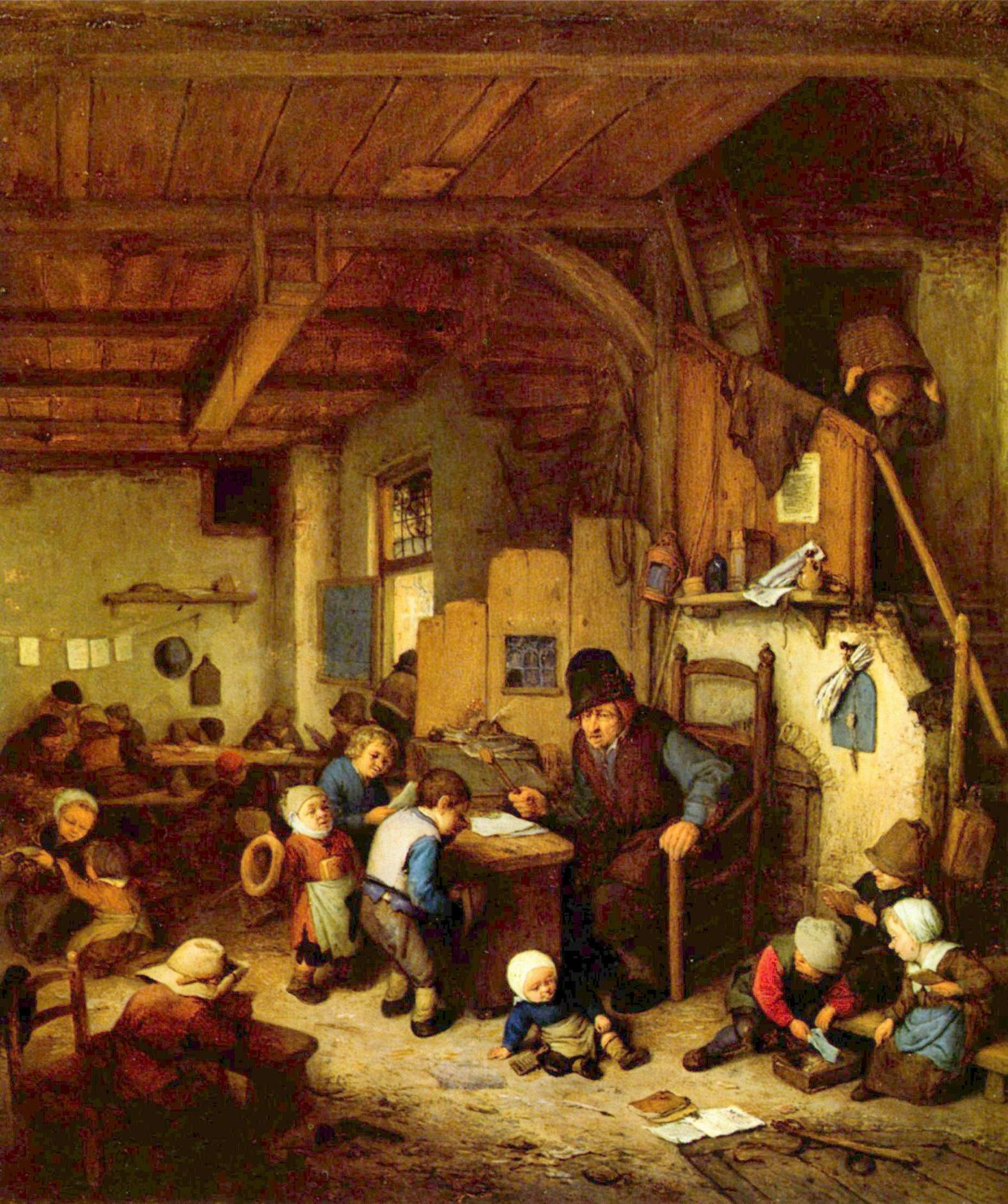
Le maître d'école, toile de Adriaen van Ostade, 1662.

Cette page concerne l'année 1662 en arts plastiques.

## Événements
- Cornelis de Bie publie à Anvers Het Gulden Cabinet, un recueil de biographies et de panégyriques d'artistes des XVIe et XVIIe siècles principalement des Flandres incluant des portraits gravés. L'œuvre est une importante source d'information sur ces artistes et en fut la principale pour des historiens de l'art tels qu'Arnold Houbraken et Jacob Campo Weyerman.

## Œuvres
- 1661-1662 : Pierre Puget réalise son Hercule gaulois (musée du Louvre).

## Naissances
- 12 mai : Jan Frans van Bloemen, peintre flamand († 13 juin 1749),
- 3 juin : Willem van Mieris, peintre hollandais († 26 janvier 1747),

- ? :
  - Jean André ou « Frère André », peintre français († 1753),
  - Joseph Christophe, peintre de genre et d'histoire français († 29 mars 1748).
  - Antoine Dieu, peintre et marchand de tableaux français († 12 avril 1727),
  - Pierre Gobert, peintre français († 13 février 1744),
  - Elisabetta Lazzarini, peintre italienne († 1729),
  - Michiel Maddersteg, peintre de marine néerlandais († 1709),
  - Angiola Teresa Moratori Scanabecchi, compositrice et peintre italienne († 19 avril 1708),

- Vers 1662 :
- Domenico Maria Muratori, peintre italien († 1744).

## Décès
- février : Reynier van Gherwen, peintre néerlandais (° vers 1620),
- 8 mars : Anthonie Jansz. van der Croos, peintre néerlandais (° 31 juillet 1606),
- 10 juillet : Jan Jansz van de Velde III, peintre néerlandais (° 1620),
- 23 octobre : Johannes Raven le Jeune, dessinateur et peintre néerlandais (° vers 1633),
- 12 novembre : Adriaen Pietersz van de Venne, peintre, graveur et poète néerlandais (° 1589),
- 5 décembre : Isidoro Bianchi, peintre baroque italien (° 20 juillet 1581).